# Yvonne DeLaRosa
Yvonne DeLaRosa (Los Ángeles, 18 de noviembre de 1978) es una actriz, empresaria y activista estadounidense de ascendencia colombiana.

## Carrera

### Actuación
DeLaRosa inició su carrera en 2003 participando en el telefilme Señor White y en el seriado Strong Medicine, en el que interpretó a Emily Encerrado. En la década de 2000 registró otros papeles en producciones de cine y televisión como Judging Amy, The Closer, How I Met Your Mother y Desolation Canyon.
En la década de 2010 realizó papeles de reparto en series como Los Americans, Borderline y Law & Order: LA, y participó en filmes como The Sorrow, The Lears y The Boatman. Escribiendo para Los Angeles Times, Gary Goldstein se refirió a su desempeño en esta última producción como «excelente».

### Activismo y emprenderismo
DeLaRosa ha sido una constante activista por la legalización del cannabis, y es cofundadora y presidente del proyecto GrassPass, un programa de membresía para consumidores responsables de cannabis. Por su labor, recibió en 2017 el premio a la Empresaria del Año otorgado por Industry Power Woman (IPW), y en 2019 fue nombrada en la lista «Fifteen Powerful And Innovative Women In Cannabis» elaborada por la revista Forbes. Tanto en 2019 como en 2020, su nombre apareció en la lista «100+ Of The Most Important Women In Weed» de Green Market Report.